# Triangolo di Koch
Il triangolo di Koch è una struttura anatomica situata nella regione para settale dell'atrio destro. Risulta delimitato dall'orifizio del seno coronario, che ne costituisce la base, dal tendine di Todaro, che forma l'ipotenusa, dal lembo settale della valvola tricuspide, che forma il terzo lato, e dal nodo atrioventricolare, che ne costituisce il vertice. Questo triangolo costituisce un punto di repere del nodo atrioventricolare